# Leon Montwiłło
Leon Montwiłło (ur. 8 sierpnia 1892, zm. 18 grudnia 1941 w Buzułuku) – rotmistrz rezerwy kawalerii Wojska Polskiego.

## Życiorys
Leon Montwiłło urodził się 8 sierpnia 1892.
Po zakończeniu I wojny światowej, jako były oficer armii rosyjskiej został przyjęty do Wojska Polskiego i zatwierdzony do stopnia podporucznika. Został awansowany na stopień rotmistrza kawalerii ze starszeństwem z dniem 1 lipca 1919. W 1923, 1924 był oficerem 6 pułku strzelców konnych w Żółkwi. W 1928 służył w 26 pułku Ułanów Wielkopolskich w Baranowiczach. W 1934 jako rotmistrz rezerwy był przydzielony do Oficerskiej Kadry Okręgowej nr VI jako oficer w dyspozycji dowódcy OK VI i pozostawał wówczas w ewidencji Powiatowej Komendy Uzupełnień Lwów Miasto.
W latach 20. brał udział w zawodach jeździeckich w Polsce, np. w 1923 we Lwowie wygrał bieg przez przeszkody (dosł. z płotami) o nagrodę Kasyna Narodowego
Podczas II wojny światowej zmarł 18 grudnia 1941 w Buzułuku, gdzie został pochowany na cmentarzu katolickim. W tym czasie w Buzułuku były formowane Polskie Siły Zbrojne w ZSRR gen. Andersa.

## Odznaczenie
- Krzyż Walecznych